# Lijst van amfibieën in Costa Rica
Onderstaande lijst van amfibieën in Costa Rica bestaat uit een totaal van 202 in Costa Rica voorkomende  soorten die zijn onderverdeeld in drie ordes: de  wormsalamanders (Gymnophiona), salamanders  (Caudata) en kikkers (Anura). Deze lijst is ontleend aan de databank van Amphibian Species of the World, aangevuld met enkele soorten die recent zijn ontdekt door de wetenschap of wiens aanwezigheid in Costa Rica recent is vastgesteld.

## Wormsalamanders (Gymnophiona)

### Dermophiidae
Orde: Gymnophiona. 
Familie: Dermophiidae

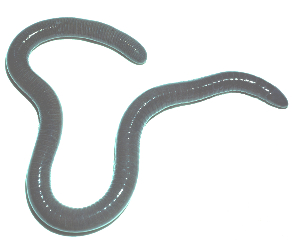
Gymnopis multiplicata

- Dermophis costaricense Taylor, 1955
- Dermophis glandulosus Taylor, 1955
- Dermophis gracilior Günther, 1902
- Dermophis occidentalis Taylor, 1955
- Dermophis parviceps (Dunn, 1924)
- Gymnopis multiplicata Peters, 1874

### Caeciliidae
Orde: Gymnophiona. 
Familie: Caeciliidae
- Oscaecilia osae Lahanas & Savage, 1992

## Salamanders  (Caudata)

### Plethodontidae
Orde: Caudata. 
Familie: Plethodontidae

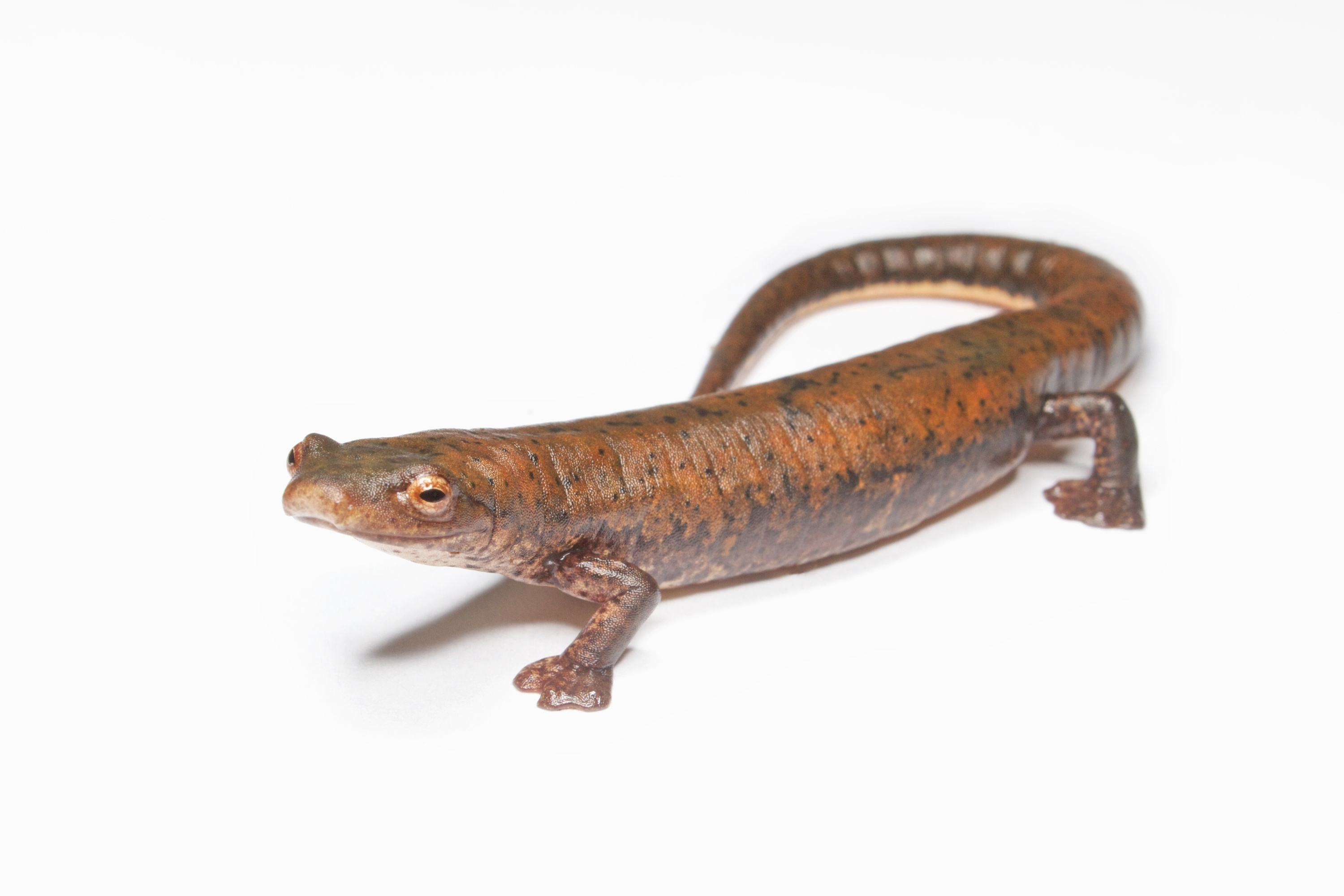
Bolitoglossa schizodactyla

- Bolitoglossa alvaradoi Taylor, 1954
- Bolitoglossa anthracina Brame, Savage, Wake, & Hanken, 2001
- Bolitoglossa aureogularis Boza-Oviedo, Rovito, Chaves, García-Rodríguez, Artavia, Bolaños, & Wake, 2012
- Bolitoglossa bramei Wake, Savage, & Hanken, 2007
- Bolitoglossa cerroensis (Taylor, 1952)
- Bolitoglossa colonnea (Dunn, 1924)
- Bolitoglossa compacta Wake, Brame, & Duellman, 1973
- Bolitoglossa diminuta Robinson, 1976
- Bolitoglossa epimela  Wake & Brame, 1963
- Bolitoglossa gracilis Bolaños, Robinson, & Wake, 1987
- Bolitoglossa kamuk Boza-Oviedo, Rovito, Chaves, García-Rodríguez, Artavia, Bolaños, & Wake, 2012
- Bolitoglossa lignicolor (Peters, 1873)
- Bolitoglossa marmorea (Tanner & Brame, 1961)
- Bolitoglossa minutula Wake, Brame, & Duellman, 1973
- Bolitoglossa nigrescens (Taylor, 1949)
- Bolitoglossa obscura Hanken, Wake, & Savage, 2005
- Bolitoglossa pesrubra Taylor, 1952
- Bolitoglossa pygmaea Bolaños & Wake, 2009
- Bolitoglossa robinsoni Bolaños & Wake, 2009
- Bolitoglossa robusta (Cope, 1894)
- Bolitoglossa schizodactyla  Wake & Brame, 1966
- Bolitoglossa sombra Hanken, Wake, & Savage, 2005
- Bolitoglossa sooyorum Vial, 1963
- Bolitoglossa splendida Boza-Oviedo, Rovito, Chaves, García-Rodríguez, Artavia, Bolaños, & Wake, 2012
- Bolitoglossa striatula (Noble, 1918)
- Bolitoglossa subpalmata (Boulenger, 1896)
- Bolitoglossa tica García-París, Parra-Olea, & Wake, 2008
- Nototriton abscondens (Taylor, 1948)
- Nototriton gamezi García-París & Wake, 2000
- Nototriton guanacaste Good & Wake, 1993
- Nototriton major Good & Wake, 1993
- Nototriton matama Boza-Oviedo, Rovito, Chaves, García-Rodríguez, Artavia, Bolaños, & Wake, 2012
- Nototriton picadoi (Stejneger, 1911)
- Nototriton richardi (Taylor, 1949)
- Nototriton tapanti Good & Wake, 1993
- Oedipina alfaroi Dunn, 1921
- Oedipina alleni Taylor, 1954
- Oedipina altura Brame, 1968
- Oedipina carablanca Brame, 1968
- Oedipina collaris (Stejneger, 1907)
- Oedipina cyclocauda Taylor, 1952
- Oedipina gracilis Taylor, 1952
- Oedipina grandis Brame & Duellman, 1970
- Oedipina nimaso Boza-Oviedo, Rovito, Chaves, García-Rodríguez, Artavia, Bolaños, & Wake, 2012
- Oedipina pacificensis Taylor, 1952
- Oedipina paucidentata Brame, 1968
- Oedipina poelzi Brame, 1963
- Oedipina pseudouniformis Brame, 1968
- Oedipina savagei García-París & Wake, 2000
- Oedipina uniformis Keferstein, 1868

## Kikkers (Anura)

### Rhinophrynidae
Orde: Anura. 
Familie: Rhinophrynidae

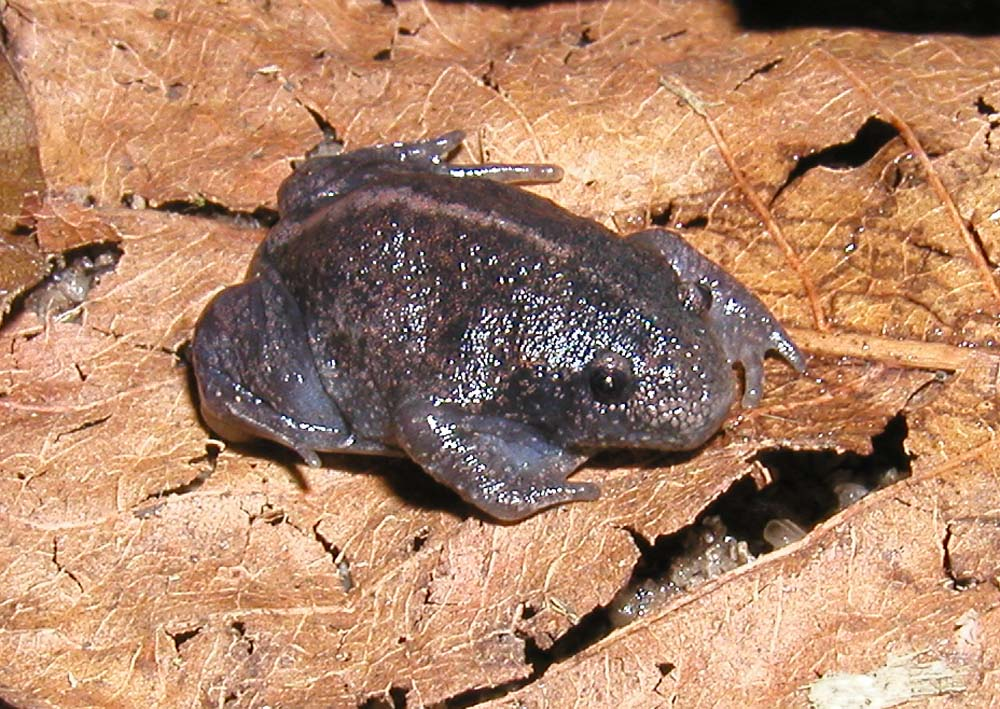
Rhinophrynus dorsalis

- Rhinophrynus dorsalis Duméril & Bibron, 1841

### Craugastoridae
Orde: Anura. 
Familie: Craugastoridae
- Pristimantis altae (Dunn, 1942)

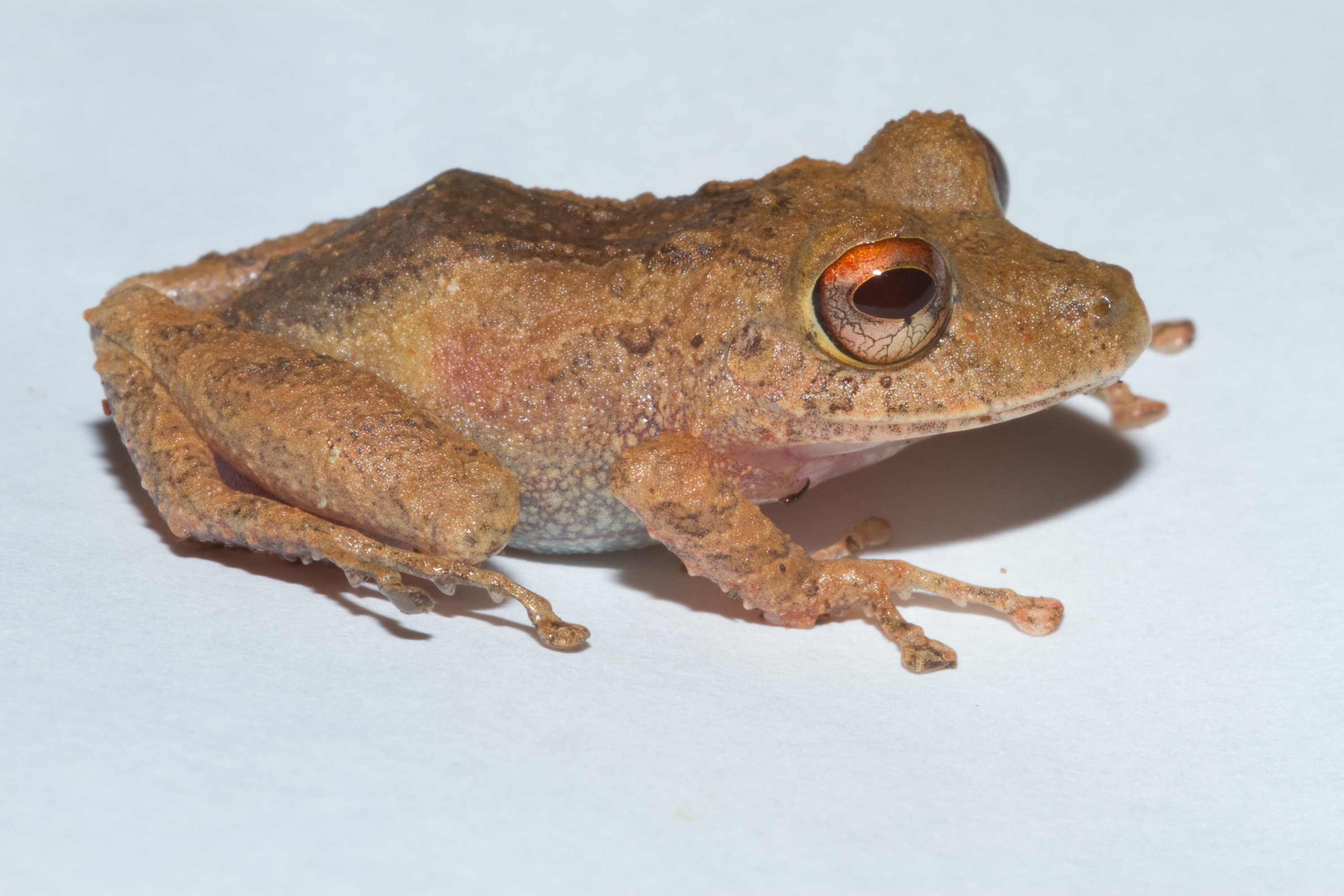
Pristimantis cerasinus

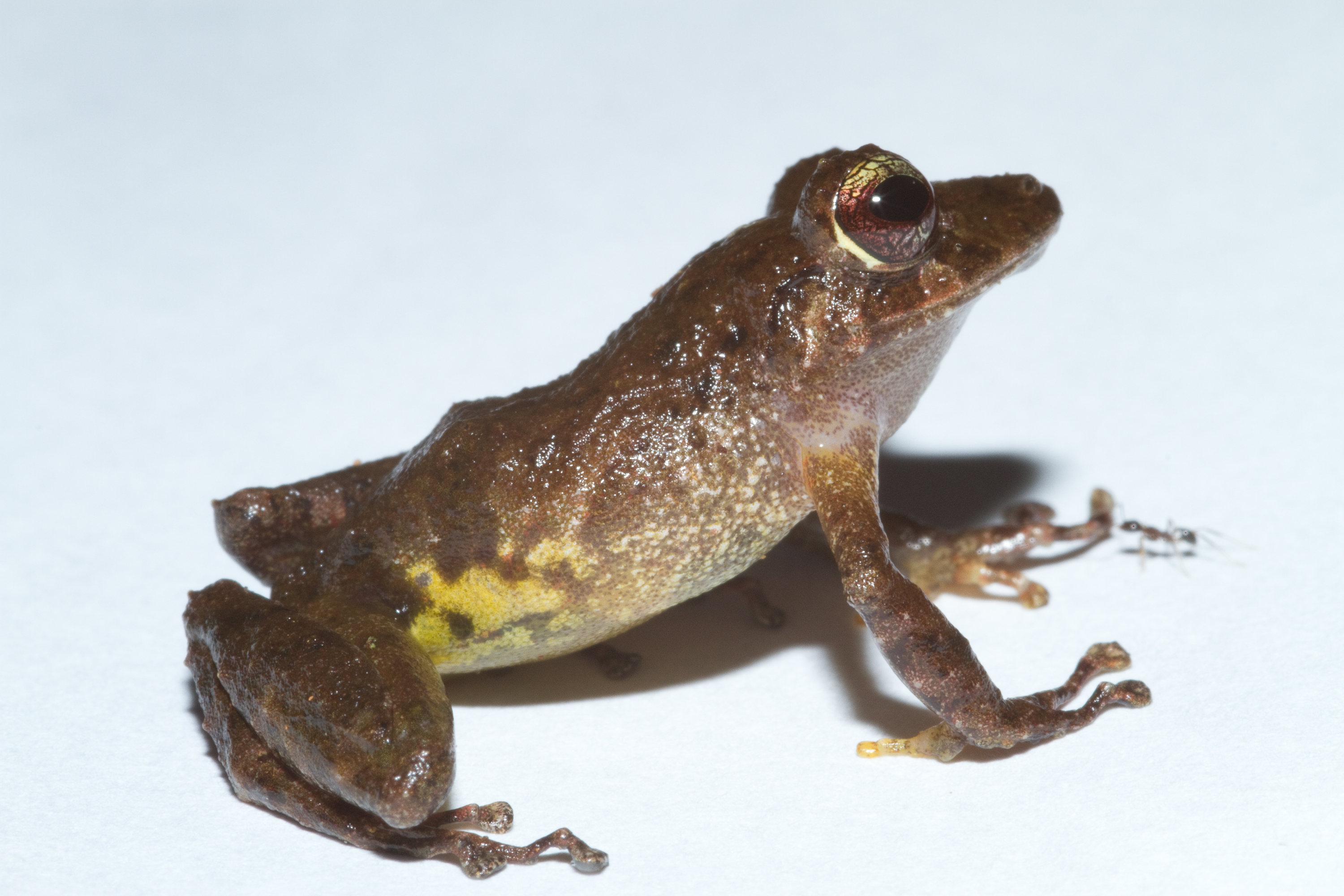
Pristimantis cruentus

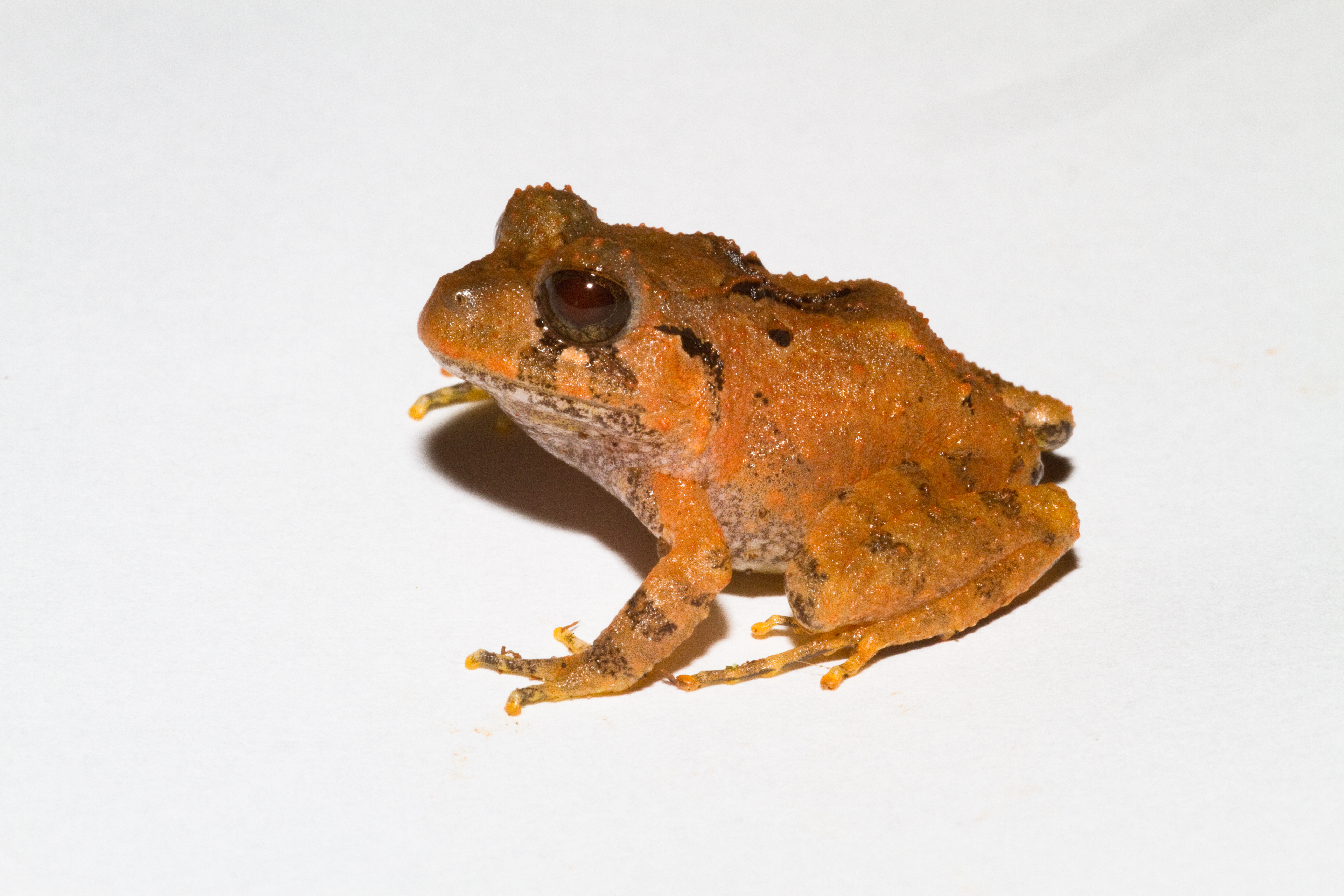
Craugastor megacephalus

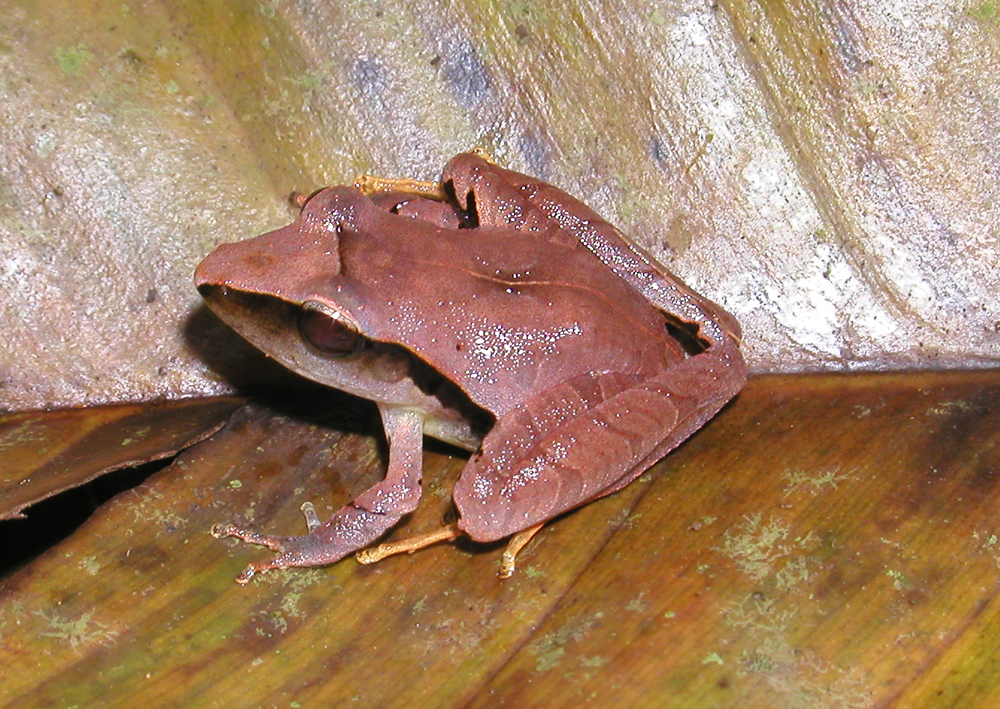
Eleutherodactylus mimus

- Pristimantis caryophyllaceus (Barbour, 1928)
- Pristimantis cerasinus (Cope, 1875)
- Pristimantis cruentus (Peters, 1873)
- Pristimantis educatoris Ryan, Lips, & Giermakowski, 2010
- Pristimantis gaigei (Dunn, 1931)
- Pristimantis moro (Savage, 1965)
- Pristimantis pardalis (Barbour, 1928)
- Pristimantis ridens (Cope, 1866)
- Craugastor andi (Savage, 1974)
- Craugastor angelicus (Savage, 1975)
- Craugastor bransfordii (Cope, 1886)
- Craugastor catalinae (Campbell & Savage, 2000)
- Craugastor crassidigitus (Taylor, 1952)
- Craugastor cuaquero (Savage, 1980)
- Craugastor escoces (Savage, 1975)
- Craugastor fitzingeri (Schmidt, 1857)
- Craugastor fleischmanni (Boettger, 1892)
- Craugastor gollmeri (Peters, 1863)
- Craugastor gulosus (Cope, 1875)
- Craugastor megacephalus (Cope, 1875)
- Craugastor melanostictus (Cope, 1875)
- Craugastor mimus (Taylor, 1955)
- Craugastor noblei (Barbour & Dunn, 1921)
- Craugastor obesus (Barbour, 1928)
- Craugastor persimilis (Barbour, 1926)
- Craugastor phasma (Lips & Savage, 1996)
- Craugastor podiciferus (Cope, 1875)
- Craugastor polyptychus (Cope, 1886)
- Craugastor ranoides (Cope, 1886)
- Craugastor rayo (Savage & DeWeese, 1979)
- Craugastor rhyacobatrachus (Campbell & Savage, 2000)
- Craugastor rugosus (Peters, 1873)
- Craugastor stejnegerianus (Cope, 1893)
- Craugastor talamancae (Dunn, 1931)
- Craugastor taurus (Taylor, 1958)
- Craugastor underwoodi (Boulenger, 1896)
- Strabomantis bufoniformis (Boulenger, 1896)

### Leptodactylidae
Orde: Anura. 
Familie: Leptodactylidae

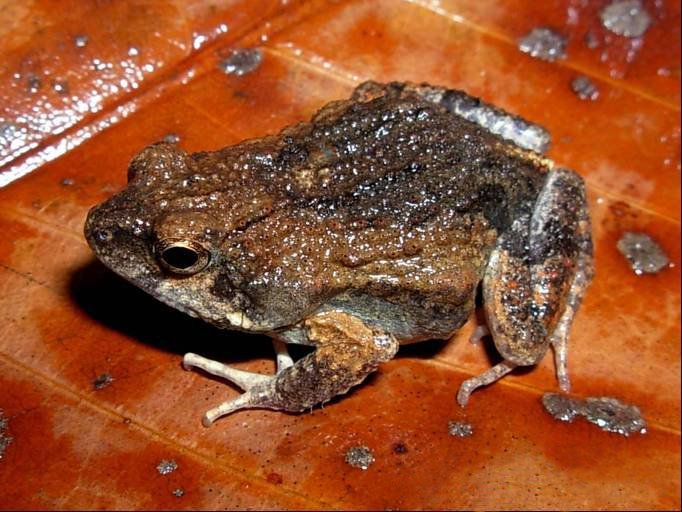
Engystomops pustulosus

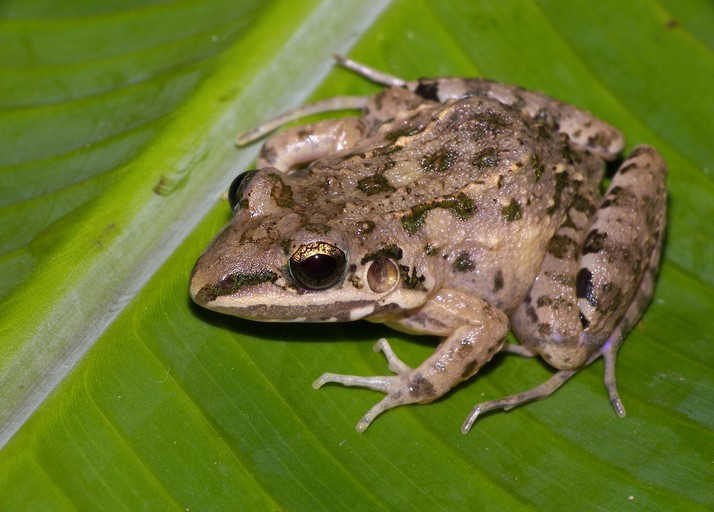
Leptodactylus fragilis

- Engystomops pustulosus (Cope, 1864)
- Leptodactylus fragilis (Brocchi, 1877)
- Leptodactylus insularum Barbour, 1906
- Leptodactylus melanonotus (Hallowell, 1861)
- Leptodactylus poecilochilus (Cope, 1862)
- Leptodactylus savagei Heyer, 2005

### Eleutherodactylidae
Orde: Anura. 
Familie: Eleutherodactylidae
- Diasporus diastema (Cope, 1875)
- Diasporus hylaeformis (Cope, 1875)
- Diasporus tigrillo (Savage, 1997)

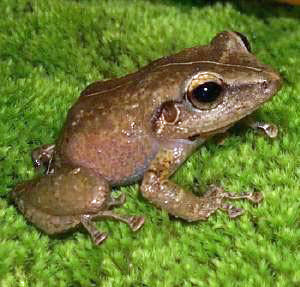
Eleutherodactylus coqui

- Diasporus ventrimaculatus Chaves, García-Rodríguez, Mora, & Leal, 2009
- Diasporus vocator (Taylor, 1955)
- Eleutherodactylus coqui Thomas, 1966
- Eleutherodactylus johnstonei Barbour, 1914

### Bufonidae
Orde: Anura. 
Familie: Bufonidae

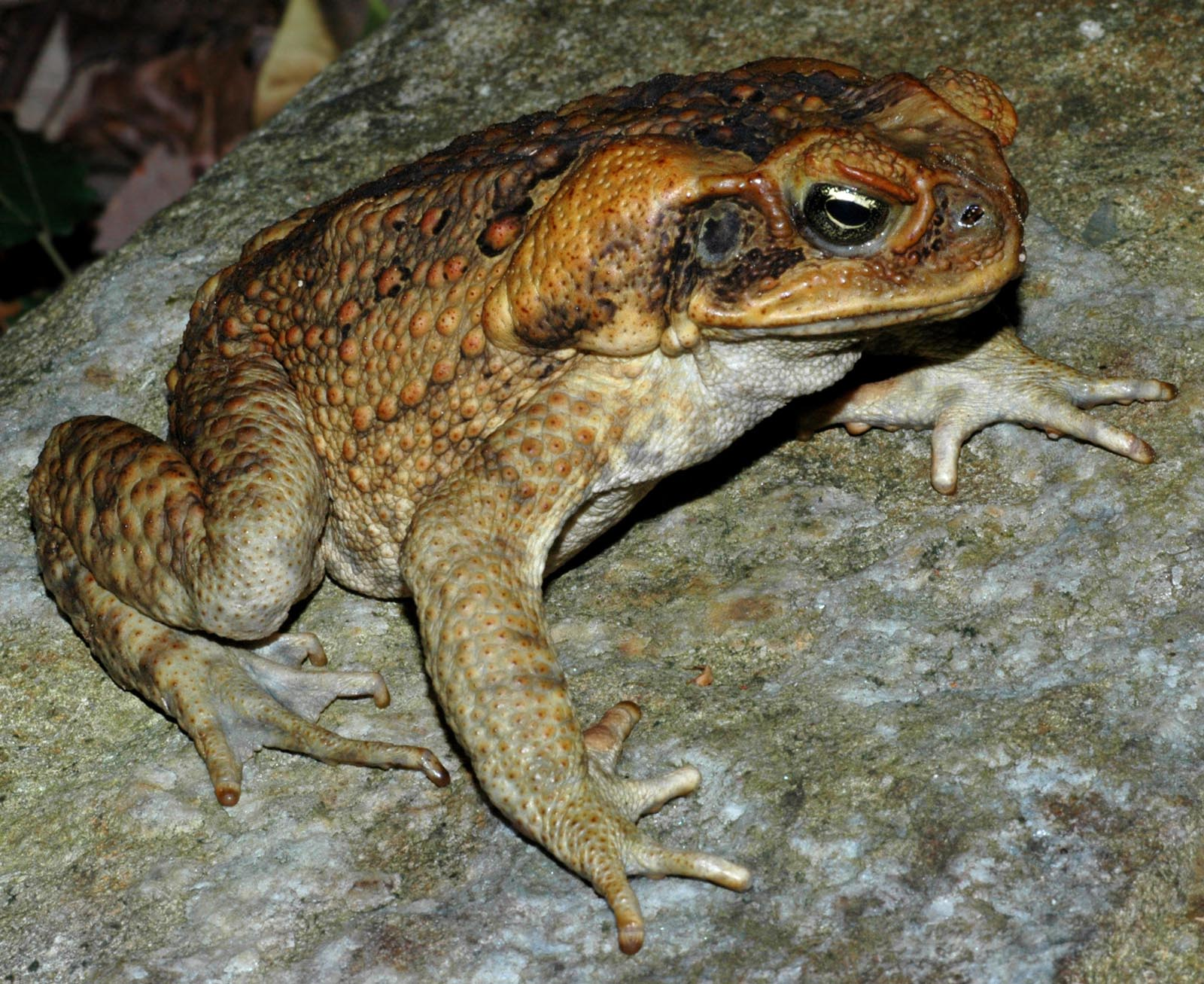
Rhinella marina

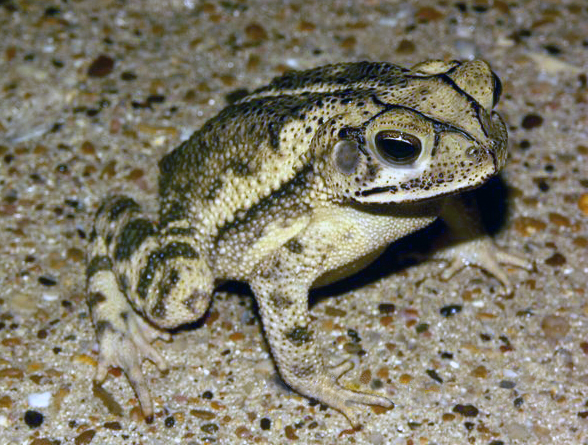
Incilius valliceps

- Atelopus chiriquiensis Shreve, 1936
- Atelopus chirripoensis Savage & Bolaños, 2009
- Atelopus senex Taylor, 1952
- Atelopus varius (Lichtenstein & Martens, 1856)
- Incilius aucoinae (O'Neill & Mendelson, 2004)
- Incilius chompipe (Vaughan & Mendelson, 2007)
- Incilius coccifer (Cope, 1866)
- Incilius coniferus (Cope, 1862)
- Incilius epioticus (Cope, 1875)
- Incilius fastidiosus (Cope, 1875)
- Incilius guanacaste (Vaughan & Mendelson, 2007)
- Incilius holdridgei (Taylor, 1952)
- Incilius luetkenii (Boulenger, 1891)
- Incilius melanochlorus (Cope, 1877)
- Incilius periglenes (Savage, 1967)
- Incilius valliceps (Wiegmann, 1833)
- Rhaebo haematiticus Cope, 1862
- Rhinella marina (Linnaeus, 1758)

### Hylidae
Orde: Anura. 
Familie: Hylidae
- Agalychnis annae (Duellman, 1963)
- Agalychnis callidryas (Cope, 1862)
- Agalychnis lemur (Boulenger, 1882)
- Agalychnis saltator Taylor, 1955

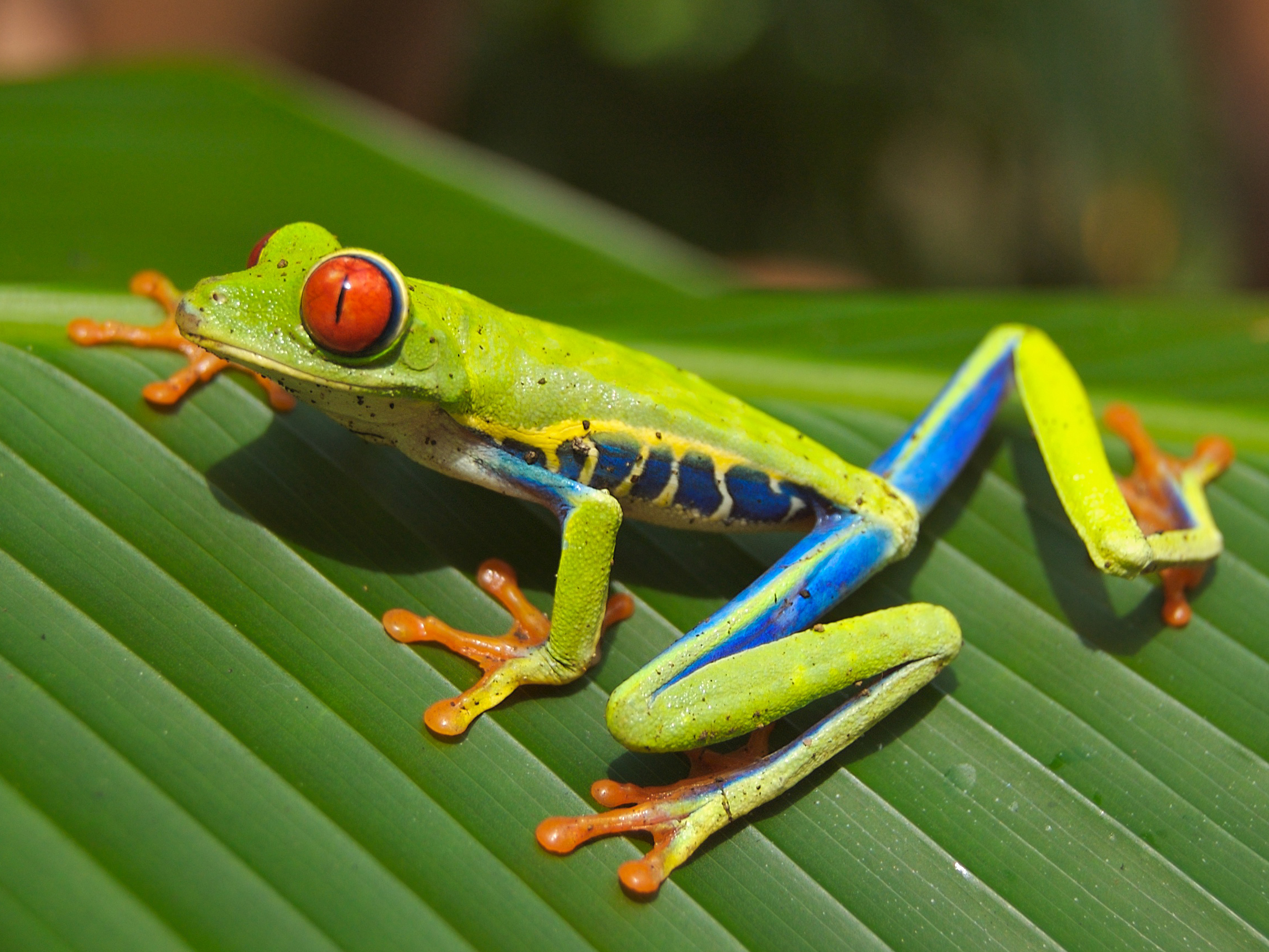
Agalychnis callidryas

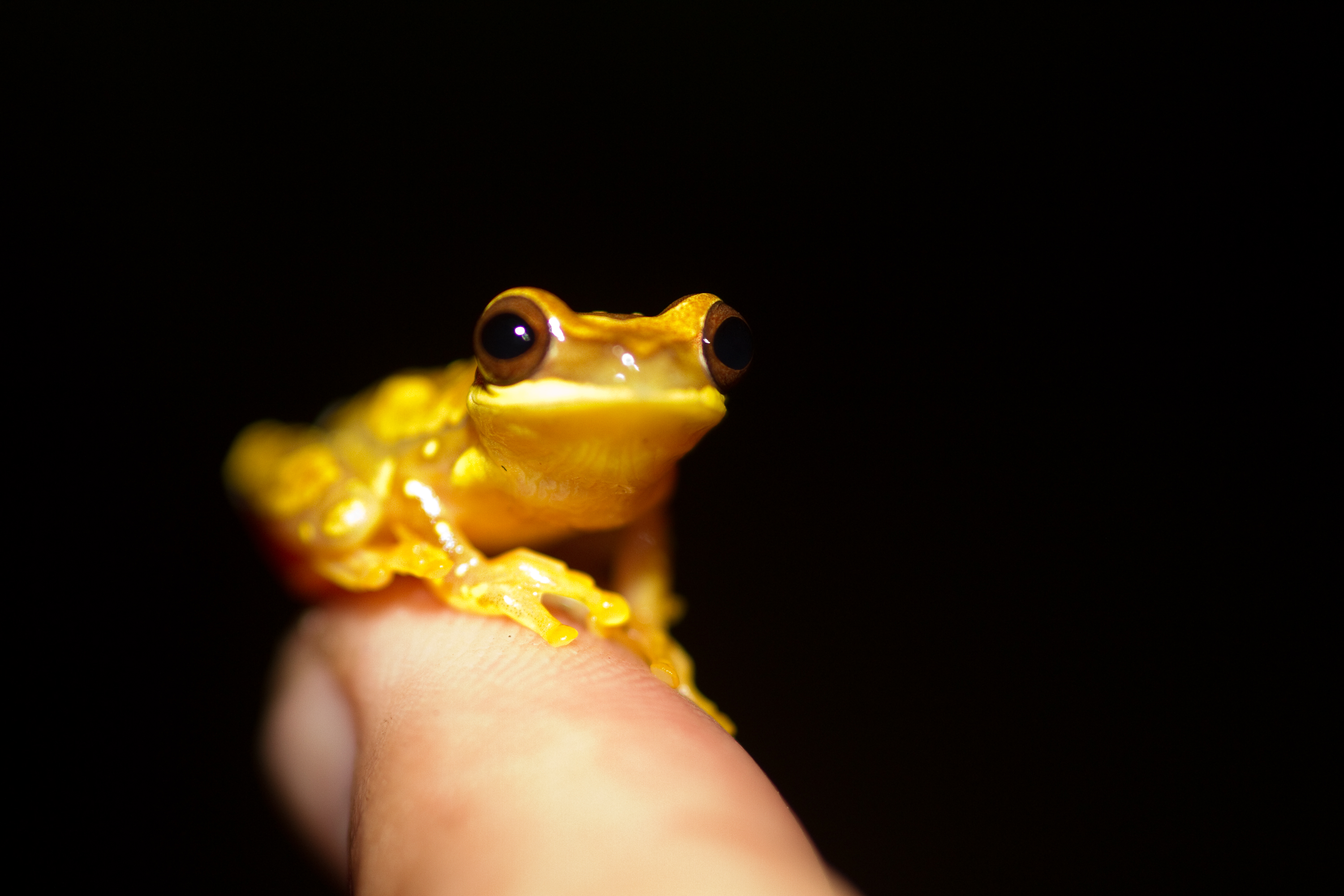
Dendropsophus ebraccatus

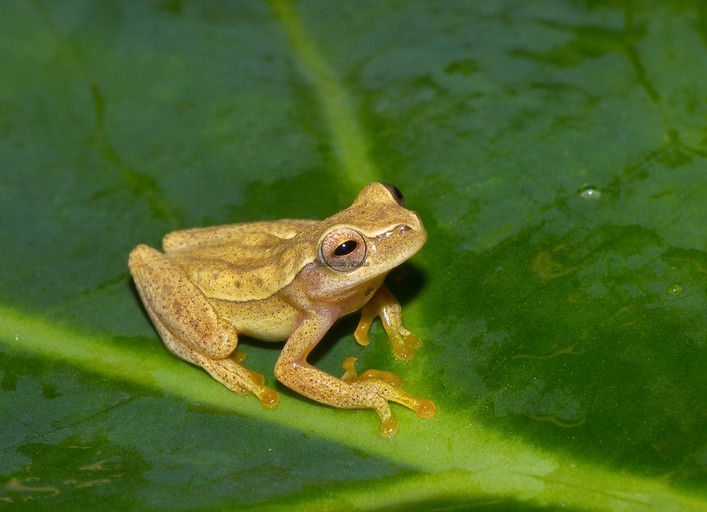
Dendropsophus microcephalus

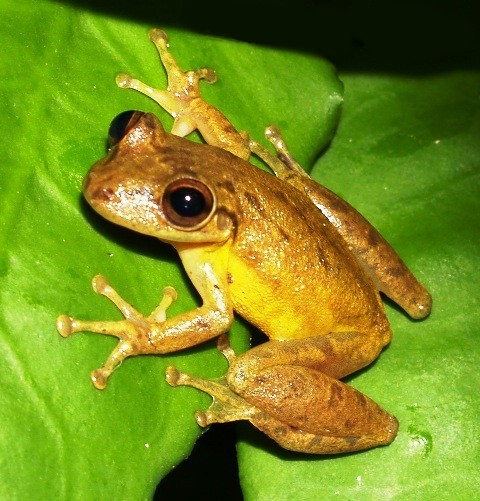
Scinax staufferi

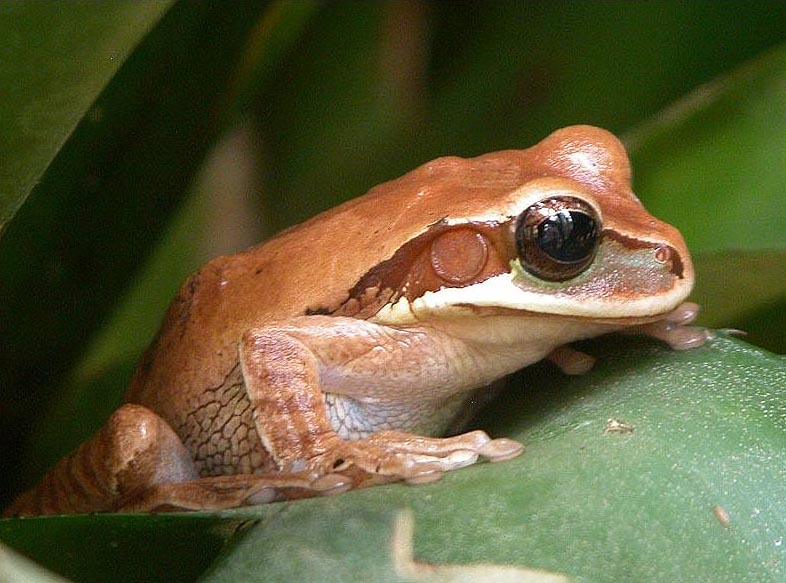
Smilisca phaeota

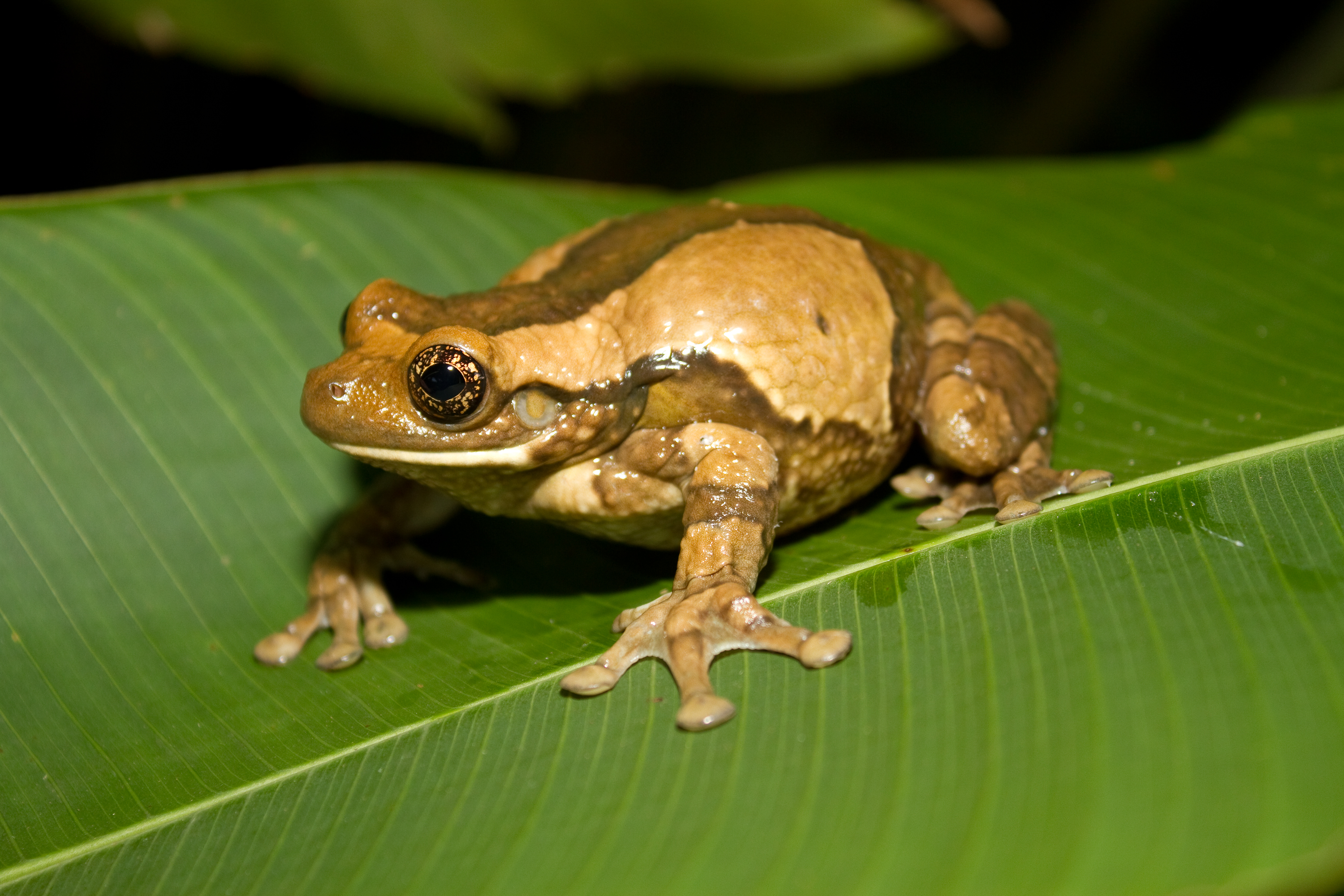
Trachycephalus typhonius

- Agalychnis spurrelli Boulenger, 1913
- Anotheca spinosa (Steindachner, 1864)
- Cruziohyla calcarifer (Boulenger, 1902)
- Dendropsophus ebraccatus (Cope, 1874)
- Dendropsophus microcephalus (Cope, 1886)
- Dendropsophus phlebodes (Stejneger, 1906)
- Duellmanohyla lythrodes (Savage, 1968)
- Duellmanohyla rufioculis (Taylor, 1952)
- Duellmanohyla uranochroa (Cope, 1875)
- Ecnomiohyla bailarina (Batista, 2014)
- Ecnomiohyla fimbrimembra (Taylor, 1948)
- Ecnomiohyla miliaria (Cope, 1886)
- Ecnomiohyla sukia (Savage & Kubicki, 2010)
- Hyloscirtus colymba (Dunn, 1931)
- Hyloscirtus palmeri (Boulenger, 1908)
- Hypsiboas rosenbergi (Boulenger, 1898)
- Hypsiboas rufitelus (Fouquette, 1961)
- Isthmohyla angustilineata (Taylor, 1952)
- Isthmohyla calypsa (Lips, 1996)
- Isthmohyla debilis (Taylor, 1952)
- Isthmohyla lancasteri (Barbour, 1928)
- Isthmohyla picadoi (Dunn, 1937)
- Isthmohyla pictipes (Cope, 1875)
- Isthmohyla pseudopuma (Günther, 1901)
- Isthmohyla rivularis (Taylor, 1952)
- Isthmohyla tica (Starrett, 1966)
- Isthmohyla xanthosticta (Duellman, 1968)
- Isthmohyla zeteki (Gaige, 1929)
- Osteopilus septentrionalis (Duméril & Bibron, 1841)
- Ptychohyla legleri (Taylor, 1958)
- Scinax boulengeri (Cope, 1887)
- Scinax elaeochrous (Cope, 1875)
- Scinax staufferi (Cope, 1865)
- Smilisca baudinii (Duméril & Bibron, 1841)
- Smilisca phaeota (Cope, 1862)
- Smilisca puma (Cope, 1885)
- Smilisca sila Duellman & Trueb, 1966
- Smilisca sordida (Peters, 1863)
- Tlalocohyla loquax (Gaige & Stuart, 1934)
- Trachycephalus typhonius (Linnaeus, 1758)

### Centrolenidae
Orde: Anura. 
Familie: Centrolenidae

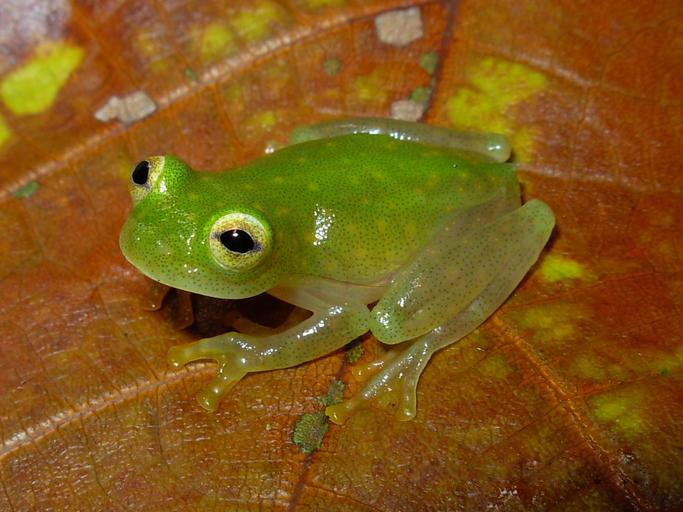
Hyalinobatrachium fleischmanni

- Cochranella euknemos (Savage & Starrett, 1967)
- Cochranella granulosa (Taylor, 1949)
- Espadarana prosoblepon (Boettger, 1892)
- Sachatamia albomaculata (Taylor, 1949)
- Sachatamia ilex (Savage, 1967)
- Teratohyla pulverata (Peters, 1873)
- Teratohyla spinosa (Taylor, 1949)
- Hyalinobatrachium chirripoi (Taylor, 1958)
- Hyalinobatrachium colymbiphyllum (Taylor, 1949)
- Hyalinobatrachium dianae Kubicki, Salazar, & Puschendorf, 2015
- Hyalinobatrachium fleischmanni (Boettger, 1893)
- Hyalinobatrachium talamancae (Taylor, 1952)
- Hyalinobatrachium valerioi (Dunn, 1931)
- Hyalinobatrachium vireovittatum (Starrett & Savage, 1973)

### Aromobatidae
Orde: Anura. 
Familie: Aromobatidae
- Allobates talamancae (Cope, 1875)

### Dendrobatidae
Orde: Anura. 
Familie: Dendrobatidae

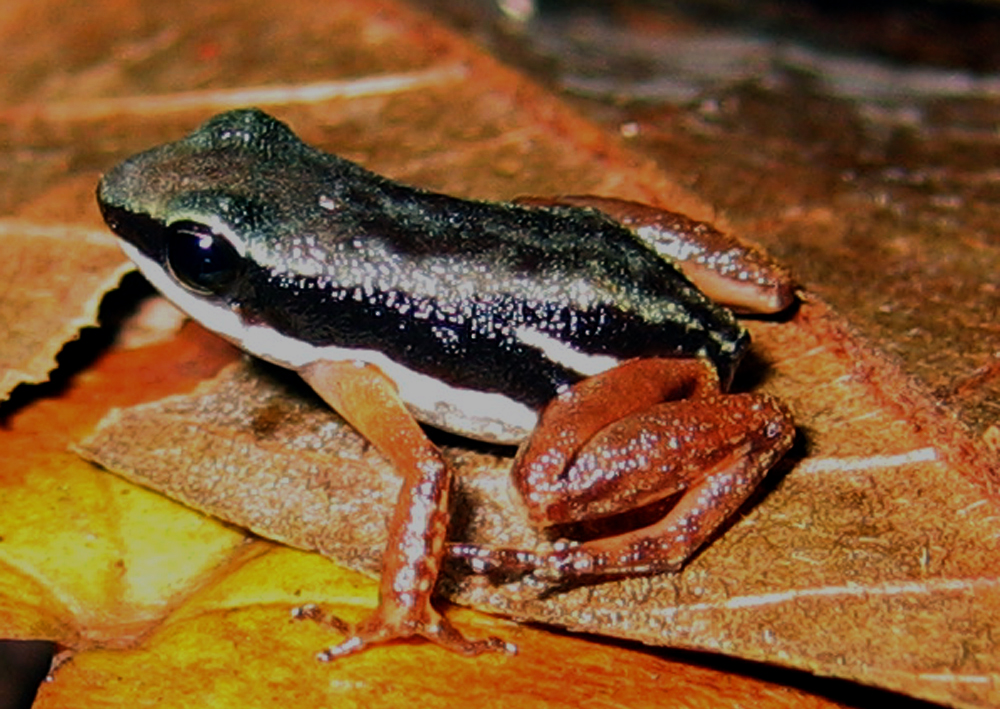
Silverstoneia flotator

- Silverstoneia flotator (Dunn, 1931)
- Silverstoneia nubicola (Dunn, 1924)
- Dendrobates auratus (Girard, 1855)
- Oophaga granulifera (Taylor, 1958)
- Oophaga pumilio (Schmidt, 1857)
- Phyllobates lugubris (Schmidt, 1857)
- Phyllobates vittatus (Cope, 1893)

### Hemiphractidae
Orde: Anura. 
Familie: Hemiphractidae

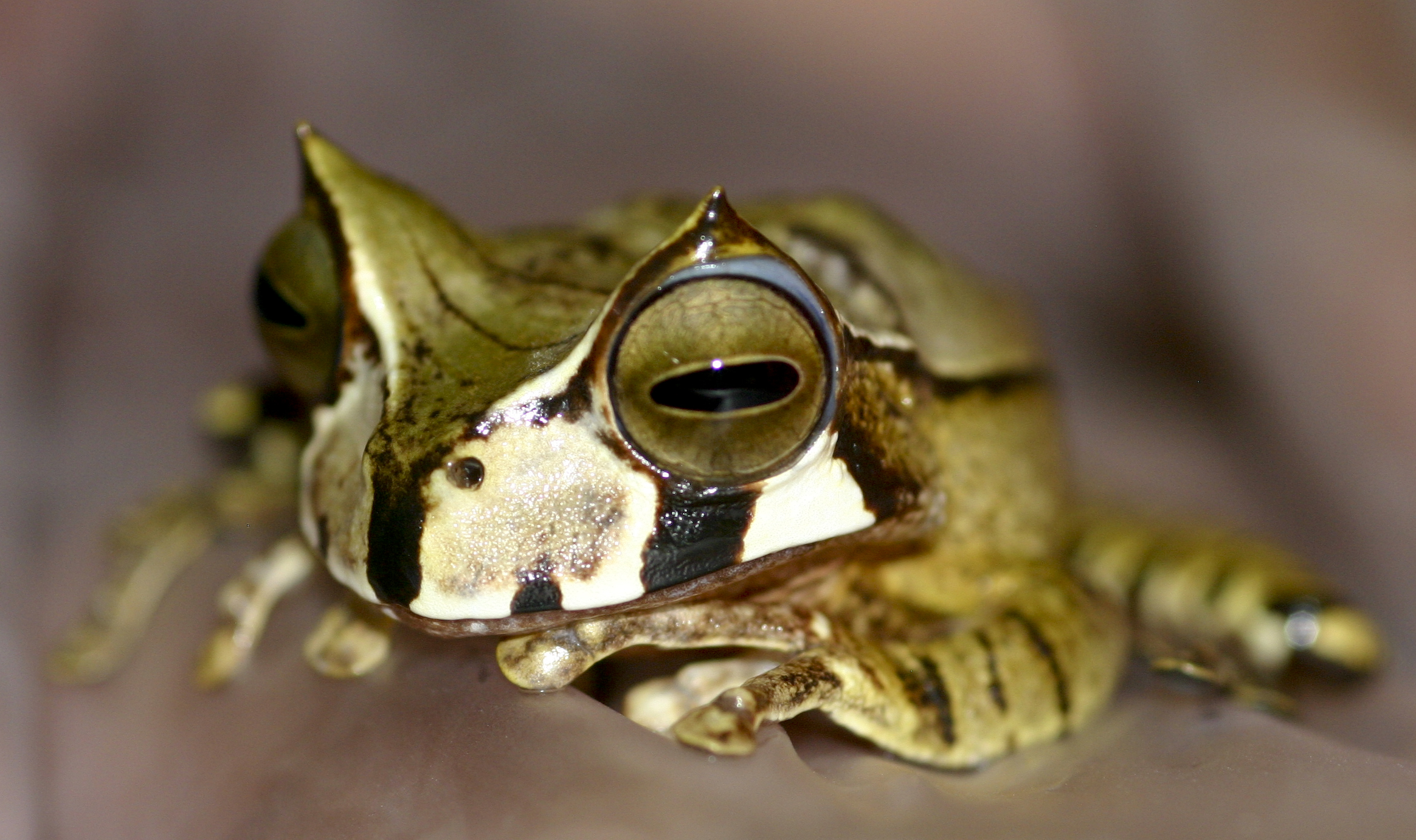
Gastrotheca cornuta

- Gastrotheca cornuta (Boulenger, 1898)